# HD 24802
HD 24802，又名BD+24 599，SAO 76350、HR 1222，是一颗恒星，视星等为6.16，位于銀經168.19，銀緯-21.64，其B1900.0坐标为赤經3h 51m 27.5s，赤緯+24° -21.64′ 20″。